# Тейлор, Майкл, 6-й маркиз Хедфорт
Томас Джеффри Чарльз Майкл Тейлор, 6-й маркиз Хедфорт (англ. Michael Taylour, 6th Marquess of Headfort; 20 января 1932 — 21 октября 2005) — англо-ирландский пэр, продавец самолетов и политик, с 1943 по 1960 год он был известен как граф Бектив.

## Биография
Томас Джеффри Чарльз Майкл Тейлор, известный семье и друзьям просто как Майкл, родился 20 января 1932 года. Единственный сын Теренса Джеффри Томаса Тейлора, 5-го маркиза Хедфорта, (1902—1960) и Элизы Флоренс Такер (ум. 1972). у Майкла была старшая сестра, леди Оливия Элси Джун Тейлор (1929—2009).
Он получил образование в школе Стоу в Стоу, Бакингемшир, Англия, прежде чем поступить в Колледж Христа в Кембридже. Находясь там, он был членом университетской авиационной эскадрильи. Именно в это время Майкл Тейлор впервые столкнулся с законом, будучи оштрафованным на 2 фунта стерлингов за вождение в Эктоне, обнимая девушку за руку. В 1955 году он получил степень бакалавра искусств, а через четыре года получила степень магистра искусств. Он получил сертификат о знании управления сельским поместьем от колледжа Христа. Он также получил квалификацию коммерческого пилота.
В 1953 году Майкл Тейлор начал свою карьеру, работая директором в Bective Electrical Co., а затем работал менеджером по продажам и главным пилотом в Lancashire Aircraft Co. в 1959 году.
2 мая 1958 года Майкл Тейлор женился на достопочтенной Элизабет Анджеле Веронике Роуз Налл-Каин (20 января 1932 — 21 октября 2005), крестнице королевы-матери Елизаветы и единственной дочери Рональда Налла-Кейна, 2-го барона Брокета (1904—1967). Спустя два года пара отправилась в Африку, чтобы продавать самолеты. У супругов было трое детей:
- Томас Майкл Рональд Кристофер Тейлор, 7-й маркиз Хедфорт (род. 10 февраля 1959), преемник отца
- леди Розана Элизабет Анджела Мэри Тейлор (род. 20 января 1961), муж с 1983 года Эндрю Конгрев Дент, двое детей
- леди Оливия Шилин Давина Энн Тейлор (род. 4 октября 1963), муж с 1986 года Дэвид Чарльз Генри Уодди, трое детей.

После внезапной смерти своего отца в Монте-Карло в октябре 1960 года Майкл Тейлор унаследовал титул 6-го маркиза Хедфорта 24 октября. В своей первой речи в качестве члена Палаты лордов обсуждалась безопасность полётов, и он быстро заинтересовался политикой, особенно ирландской политикой. Он баллотировался в Сенат Ирландии в 1973 году, выдвинув в 1973 году только кандидатуру от Ирландского георгианского общества, но проиграл всего несколькими голосами.
К 1968 году его брак с Элизабет Налл-Кейн разрушился, и последовавший в 1969 году бракоразводный процесс на острове Мэн привёл к судебным спорам с ней и другими членами семьи, вызвав значительные финансовые трудности. Он был вынужден продать Хедфорт-хаус, историческую резиденцию маркиза Хедфорта, за 1 миллион фунтов стерлингов Б. Дж. Крюгеру, канадскому мультимиллионеру. Его отъезд стал причиной большого траура среди работников поместья, так как его очень любили. К настоящему времени всё, что осталось от его наследства, — это 16 акров болот в графстве Каван.
Некоторое время после этого Майкл Тейлор жил в Гонконге, где был почётным инспектором полиции. Позже он переехал на Филиппины, в дом своей второй жены Вирджинии Нейбл, подруги Имельды Маркос. Они поженились 11 ноября 1972 года. Поселившись в комплексе бунгало под названием «Кенлис-хаус» на острове Лубанг, он работал в береговой охране и пожертвовал местному муниципалитету публичную библиотеку. Он также имел резиденцию в Маниле.
В 1987 году Майкл Тейлор произнёс свою заключительную речь в Палате лордов. Речь была данью уважения достижениям «Анонимных алкоголиков».
21 октября 2005 года он умер в возрасте 73 лет. Его похороны состоялись в Маниле, Филиппины.

## Психическое здоровье
Маркиз Хедфорт страдал биполярным расстройством, которое иногда требовало госпитализации. Это было связано с периодом алкоголизма.
В результате в этих условиях вмешательство полиции потребовалось по крайней мере один раз в 1965 году, когда в возрасте 33 лет он был доставлен полицией в больницу Святого Лаврентия, Бодмин. А после приёма на работу официантом в ряду его на лодке на необитаемый остров Силли, а во время поездки попросил его убить премьер-министра Гарольда Уилсона. Этот эпизод привлёк внимание всей страны и был широко записан, несмотря на то, что позже Хедфорт отрицал этот инцидент.
В другом, не связанном с этим инцидентом, соседи сообщили, как он выстрелил тремя холостыми патронами в потолок местного паба во время вечеринки.

## Членство
- Общество земельных агентов
- Совет Института ирландских аукционистов и оценщиков
- Королевское сельскохозяйственное общество Англии
- Королевский институт дипломированных геодезистов